# ミナミソコホウボウ
ミナミソコホウボウ (学名：Bovitrigla acanthomoplate) は、ホウボウ科に分類される魚類の一種。ミナミソコホウボウ属 (学名：Bovitrigla) は単型。西太平洋に分布する。

## 分類
1938年にアメリカの動物学者であるヘンリー・ウィード・ファウラーによって記載され、同時に本種をタイプ種とするミナミソコホウボウ属が設立された。ホロタイプはフィリピンのミンダナオ島西部、サンボアンガ半島地方沖で採集された。属名はおそらく「Bos (牛)」と「trigla (ホウボウ科のタイプ属)」を組み合わせたもので、雄牛のような大きく角のある頭に由来すると考えられる。種小名は「acanthus (棘)」と「omos (肩)」と「plate (刃)」を組み合わせたもので、頭部後方にある棘を「肩の刃」と捉えたことによる。

## 分布と生息地
西太平洋に分布し、標本はフィリピン付近、南シナ海、南日本で収集されている。水深300 - 500 mから記録されている。

## 形態
吻先と頭蓋骨の後部に一対の長い棘があり、眼後棘がある。第1背鰭は8棘から、第2背鰭は11軟条から、臀鰭は1棘と11軟条から成る。第2背鰭は10軟条から成ることもある。背側は淡い赤色で、薄緑色の斑点が散らばる。腹側は無地の白色。全長は最大でも16 cm。